# Un posto
Un posto è un film italiano del 1992, diretto da Luigi Zanolio, con Stefano Accorsi alla sua seconda esperienza. Il tema centrale del film è l'amicizia fra due giovani alla ricerca di un posto di lavoro.

## Trama
Antonio è un ragazzo spensierato, energico, socievole, ma un po' superficiale. Paolo è invece introverso, timido, metodico e cede a qualche distrazione solo se giustificata da validi motivi. I due abitano nello stesso condominio in un rione popolare di Bologna ed entrambi intendono presentarsi a un concorso per un posto di "annunciatore della stazione ferroviaria". 
Antonio, consapevole della propria incostanza nello studio, tenta di approfittare della determinazione e della sistematicità di Paolo, proponendogli di studiare insieme. Antonio e Paolo iniziano così una serie di incontri che progressivamente si trasformano in occasioni per conoscersi. E sarà proprio questo legame disinteressato a spingere i due ragazzi a scoprire l'amicizia come uno dei valori più importanti della vita, in grado di annullare la tensione causata dalla competizione.